# Agrostis rosei
Agrostis rosei är en gräsart som beskrevs av Frank Lamson Scribner och Elmer Drew Merrill. Agrostis rosei ingår i släktet ven, och familjen gräs. Inga underarter finns listade i Catalogue of Life.